# Escuela Secundaria Miami Edison
La Escuela Secundaria Miami Edison (en inglés: Miami Edison High School) es una escuela secundaria histórica ubicada en Miami, Florida. El antiguo edificio de la Escuela Secundaria Miami Edison se encuentra inscrita  en el Registro Nacional de Lugares Históricos desde el 5 de junio de 1986. Las Escuelas Públicas del Condado de Miami-Dade gestiona esta escuela.
Históricamente, en el Condado de Miami-Dade, la secundaria Miami Edison tuvo el mayor número de estudiantes haitianos-estadounidenses.

## Ubicación
La Escuela Secundaria Miami Edison se encuentra dentro del condado de Miami-Dade en las coordenadas 25°49′53″N 80°12′00″O / 25.831389, -80.2.